# Liste der Lieder von Floor Jansen
Diese Liste der Lieder von Floor Jansen listet alle Lieder der niederländischen Sängerin Floor Jansen seit 1998 auf.
| Song                                                      | Jahr | Autor(en) | Album                                              | Band |
| --------------------------------------------------------- | ---- | --- | -------------------------------------------------- | --- |
| 24 Hours                                                  | 2010 | Arjen Anthony Lucassen | Victims of the Modern Age                          | Star One |
| 7 Days to the Wolves Live                                 | 2015 | Marco Hietala, Tuomas Holopainen | Vehicle of Spirit                                  | Nightwish |
| A Taste of Armageddon                                     | 2005 | Nightmare | The Dominion Gate                                  | Nightmareq |
| Above the Ashes Live                                      | 2010 | Doro Pesch, Gary Scruggs | 25 Years in Rock... and Still Going Strong         | Doro |
| Actual Fantasy Live                                       | 2003 | Arjen Anthony Lucassen | Live on Earth                                      | Star One |
| After Forever                                             | 2000 | After Forever | Mega Top 100 Volume 194 Sampler                    | After Forever |
| Again                                                     | 2009 | Krusader, Sérgio Soares | Angus                                              | Krusader |
| Age of Shadows : Age of Shadows                           | 2008 | Anneke van Giersbergen, Arjen Anthony Lucassen, Jonas Renkse, Lori Linstruth                                                                                                | 01011001                                           | Ayreon |
| Age of Shadows : We are Forever                           | 2008 | Anneke van Giersbergen, Arjen Anthony Lucassen, Jonas Renkse, Lori Linstruth                                                                                                | 01011001                                           | Ayreon |
| All Guns Blazing                                          | 2016 | Glenn Tipton, K.K. Downing, Rob Halford (Judas Priest 1990) | The Last Stand                                     | Sabaton |
| All That Was                                              | 2017 | Ayreon | The Source                                         | Ayreon |
| Alone                                                     | 2007 | Andy Siry, Markus Staiger | Metallic Emotions Sampler                          | After Forever |
| Alone                                                     | 2020 | Billy Steinberg, Tom Kelly | YouTube video                                      | Covers während des COVID-19-Lockdown |
| Alpenglow                                                 | 2015 | Tuomas Holopainen | Endless Forms Most Beautiful                       | Nightwish |
| Amaranth Live                                             | 2013 | Tuomas Holopainen | Showtime, Storytime                                | Nightwish |
| Amazing Flight in Space Live                              | 2003 | Arjen Anthony Lucassen | Live on Earth                                      | Star One |
| Amendatory                                                | 2013 | Floor Jansen, Joost van den Broek, Jord Otto, Ruben Wijga | Wild Card                                          | ReVamp |
| And Shall Begin the Clan                                  | 2009 | Krusader, Sérgio Soares | Angus                                              | Krusader |
| Angels of the Apocalypse                                  | 2014 | Nicolas Jeudy | Angels of the Apocalypse                           | Timo Tolkki's Avalon |
| Aquatic Race                                              | 2017 | Ayreon | The Source                                         | Ayreon |
| Artwork                                                   | 2003 | Cees Kieboom | Exordium                                           | After Forever |
| As the Crow Dies                                          | 2010 | Arjen Anthony Lucassen | Victims of the Modern Age                          | Star One |
| Assault and Battery                                       | 2002 | Dave Brock (Hawkwind 1975) | Space Metal                                        | Star One |
| Attendance                                                | 2005 | After Forever | Remagine                                           | After Forever |
| Attero Dominatus                                          | 2016 | Joakim Brodén, Pär Sundström | The Last Stand                                     | Sabaton |
| Battle Memories                                           | 2009 | Krusader, Sérgio Soares | Angus                                              | Krusader |
| Beautiful Emptiness                                       | 2004 | After Forever, André Borgman, Bas Maas, Cees Kieboom, Floor Jansen, Lando Van Gils, Luuk Van Gerven, Sander Gommans                                                         | Invisible Circles                                  | After Forever |
| Being Everyone                                            | 2005 | After Forever, Floor Jansen | Remagine                                           | After Forever |
| Beneath                                                   | 2001 | After Forever, André Borgman, Bas Maas, Floor Jansen, Lando Van Gils, Luuk Van Gerven, Sander Gommans                                                                       | Exordium                                           | After Forever |
| Beneath the Waves : Beneath the Waves                     | 2008 | Arjen Anthony Lucassen | 01011001                                           | Ayreon |
| Beneath the Waves : But a Memory                          | 2008 | Arjen Anthony Lucassen | 01011001                                           | Ayreon |
| Beneath the Waves : Face the Facts                        | 2008 | Arjen Anthony Lucassen | 01011001                                           | Ayreon |
| Beneath the Waves : Reality Bleeds                        | 2008 | Arjen Anthony Lucassen | 01011001                                           | Ayreon |
| Beneath the Waves : World Without Walls                   | 2008 | Arjen Anthony Lucassen | 01011001                                           | Ayreon |
| Between Love and Fire                                     | 2004 | After Forever, Cees Kieboom | Invisible Circles                                  | After Forever |
| Beyond Me                                                 | 2000 | Floor Jansen, Mark Jansen, Sander Gommans | Prison of Desire                                   | After Forever |
| Beyond Me                                                 | 2006 | Floor Jansen, Mark Jansen, Sander Gommans | Mea Culpa                                          | After Forever, Sharon den Adel |
| Big Boy                                                   | 2018 | Floor Jansen, Jörn Viggo Lofstad | Northward                                          | Northward |
| Bite the Bullet                                           | 2011 | Mark Jansen, Mayan, Sander Gommans | Quarterpast                                        | Mayan |
| Black Tomb                                                | 1999 | Floor Jansen, Mark Jansen, Sander Gommans | Prison of Desire                                   | After Forever |
| Bless The Child Live                                      | 2013 | Tuomas Holopainen | Showtime, Storytime                                | Nightwish |
| Blind Pain                                                | 2004 | After Forever, André Borgman, Bas Maas, Cees Kieboom, Floor Jansen, Lando Van Gils, Luuk Van Gerven, Sander Gommans                                                         | Invisible Circles                                  | After Forever |
| Blood of Bannockburn                                      | 2016 | Joakim Brodén, Pär Sundström | The Last Stand                                     | Sabaton |
| Bohemian Rhapsody                                         | 2009 | Freddie Mercury (Queen 1975) | Angus                                              | Krusader |
| Boundaries Are Open                                       | 2005 | After Forever | Remagine                                           | After Forever |
| Brainstorm                                                | 2002 | Dave Brock, Nik Turner (Hawkwind 1971) | Space Metal                                        | Star One |
| Break                                                     | 2010 | Floor Jansen, Joost van den Broek, Waldemar Sorychta | ReVamp                                             | ReVamp |
| Bridle Passion                                            | 2018 | Floor Jansen, Jörn Viggo Lofstad | Northward                                          | Northward |
| Burn in Hell                                              | 2016 | Dee Snider (Twisted Sister 1984) | The Last Stand                                     | Sabaton |
| Burn Your Witches                                         | 2014 | Frank Schiphorst, Henning Basse, Jack Driessen, Joost van den Broek, Jos Driessen, Laura Macrì, Mark Jansen                                                                 | Antagonise                                         | Mayan |
| Camouflage                                                | 2016 | Stan Ridgway 1986 | The Last Stand                                     | Sabaton |
| Carolus Rex                                               | 2016 | Joakim Brodén, Joey Balin, Pär Sundström | The Last Stand                                     | Sabaton |
| Cassandra Complex                                         | 2010 | Arjen Anthony Lucassen | Victims of the Modern Age                          | Star One |
| Castle Hall Live                                          | 2003 | Arjen Anthony Lucassen | Live on Earth                                      | Star One |
| Celebrate                                                 | 2008 | Doro Pesch, Joey Balin | Fear No Evil                                       | Doro |
| Cerridwen Wind                                            | 2009 | Krusader, Sérgio Soares | Angus                                              | Krusader |
| Childhood in Minor                                        | 2004 | After Forever, Cees Kieboom | Invisible Circles                                  | After Forever |
| Christmas Song for a Lonely Documentarist                 | 2013 | Marco Hietala, Tuomas Holopainen | Showtime, Storytime                                | Nightwish |
| Closer to the Stars                                       | 2010 | Arjen Anthony Lucassen, Tony Martin | Victims of the Modern Age                          | Star One |
| Cognitive Bias                                            | 2008 | Teemu Koivistoinen | No Just                                            | U Meet |
| Come                                                      | 2005 | After Forever | Remagine                                           | After Forever |
| Condemned to Live                                         | 2017 | Ayreon | The Source                                         | Ayreon |
| Course of Life                                            | 2011 | Mark Jansen, Mayan | Quarterpast                                        | Mayan |
| Cry with a Smile                                          | 2007 | After Forever, Floor Jansen, Joost van den Broek, Sander Gommans | After Forever                                      | After Forever |
| Dark Chest Of Wonders Live                                | 2013 | Tuomas Holopainen | Showtime, Storytime                                | Nightwish |
| Darkness Falls                                            | 1998 | In Memorian | From Beyond                                        | In Memoriam |
| Dawn of a Million Souls Live                              | 2003 | Arjen Anthony Lucassen | Live on Earth                                      | Star One |
| Deathcry of a Race                                        | 2017 | Ayreon | The Source                                         | Ayreon |
| De-Energized                                              | 2007 | After Forever, Floor Jansen, Joost van den Broek, Sander Gommans | After Forever                                      | After Forever |
| Design the Century                                        | 2014 | Nicolas Jeudy | Angels of the Apocalypse                           | Timo Tolkki's Avalon |
| Diary of an Unknown Soldier                               | 2016 | Joakim Brodén, Pär Sundström | The Last Stand                                     | Sabaton |
| Digital Deceit                                            | 2004 | After Forever, André Borgman, Bas Maas, Cees Kieboom, Floor Jansen, Lando Van Gils, Luuk Van Gerven, Sander Gommans                                                         | Invisible Circles                                  | After Forever |
| Digital Rain                                              | 2010 | Arjen Anthony Lucassen | Victims of the Modern Age                          | Star One |
| Disconnect                                                | 2016 | Evergrey, Tom S. Englund | The Storm Within                                   | Evergrey |
| Discord                                                   | 2007 | After Forever, Floor Jansen, Joost van den Broek, Sander Gommans | After Forever                                      | After Forever |
| Distorted Lullabies                                       | 2013 | Floor Jansen, Joost van den Broek, Jord Otto, Ruben Wijga | Wild Card                                          | ReVamp |
| Documentary                                               | 2005 | After Forever | Remagine                                           | After Forever |
| Dominium Maris Baltici                                    | 2016 | Sabaton | The Last Stand                                     | Sabaton |
| Down The Rabbit Hole                                      | 2010 | Arjen Anthony Lucassen | Victims of the Modern Age                          | Star One |
| Dreamflight                                               | 2007 | After Forever, Floor Jansen, Joost van den Broek, Sander Gommans | After Forever                                      | After Forever |
| Dreamtime Live                                            | 2003 | Arjen Anthony Lucassen | Live on Earth                                      | Star One |
| Drifting Islands                                          | 2018 | Floor Jansen, Jörn Viggo Lofstad | Northward                                          | Northward |
| Drown the Demon                                           | 2011 | Mark Jansen, Mayan | Quarterpast                                        | Mayan |
| Druk Op De Knop                                           | 2003 | Bertus Borgers, De Foyer Rock Band | Z.G.A.N.                                           | Bertus Borgers & De Foyer Rock Band |
| Earth that Was                                            | 2010 | Arjen Anthony Lucassen | Victims of the Modern Age                          | Star One |
| Eccentric                                                 | 2004 | After Forever, Cees Kieboom, Floor Jansen, Lando Van Gils, Michael Rodenberg                                                                                                | Invisible Circles                                  | After Forever |
| Edema Ruh                                                 | 2015 | Tuomas Holopainen | Endless Forms Most Beautiful                       | Nightwish |
| Élan                                                      | 2015 | Tuomas Holopainen | Endless Forms Most Beautiful                       | Nightwish |
| Emphasis                                                  | 2001 | After Forever, Floor Jansen, Mark Jansen, Sander Gommans | Decipher                                           | After Forever |
| Empty Memories                                            | 2007 | After Forever, Floor Jansen, Joost van den Broek, Sander Gommans | After Forever                                      | After Forever |
| Endless Forms Most Beautiful                              | 2015 | Tuomas Holopainen | Endless Forms Most Beautiful                       | Nightwish |
| Energize Me                                               | 2007 | After Forever, Andy Siry, Floor Jansen, Joost van den Broek, Sander Gommans                                                                                                 | After Forever                                      | After Forever |
| Enter                                                     | 2005 | After Forever | Remagine                                           | After Forever |
| Envision                                                  | 2007 | After Forever, Floor Jansen, Gordon Groothedde, Joost van den Broek, Sander Gommans                                                                                         | After Forever                                      | After Forever |
| Ephemeral                                                 | 1999 | Floor Jansen, Mark Jansen, Sander Gommans | Prison of Desire                                   | After Forever |
| Equally Destructive                                       | 2007 | After Forever, Floor Jansen, Joost van den Broek, Sander Gommans | After Forever                                      | After Forever |
| Estranged (A Timeless Spell)                              | 2001 | After Forever, Floor Jansen, Mark Jansen, Sander Gommans | Decipher                                           | After Forever |
| Estranged                                                 | 2001 | After Forever, Floor Jansen, Mark Jansen, Sander Gommans | Decipher                                           | After Forever |
| Ever Dream Live                                           | 2013 | Tuomas Holopainen | Showtime, Storytime                                | Nightwish |
| Everybody Dies                                            | 2017 | Arjen Anthony Lucassen, Lori Linstruth | The Source                                         | Ayreon |
| Evoke                                                     | 2007 | After Forever, Floor Jansen, Joost van den Broek, Sander Gommans | After Forever                                      | After Forever |
| Ex Cathedra (Ouverture)                                   | 2001 | After Forever | Decipher                                           | After Forever |
| Exclusive Bonus Material Live                             | 2007 | After Forever | Equally Destructive                                | After Forever |
| Extract From After Forever                                | 2007 | After Forever | Metal Assault 2007 Sampler                         | After Forever |
| Eyes of Time Live                                         | 2003 | Arjen Anthony Lucassen | Live on Earth                                      | Star One |
| Face Your Demons                                          | 2005 | After Forever, Floor Jansen | Remagine                                           | After Forever & Marco Hietala |
| Face Your Demons                                          | 2005 | After Forever, Floor Jansen | Remagine                                           | After Forever |
| Far from the Fame                                         | 2016 | Sabaton | The Last Stand                                     | Sabaton |
| Fast Forward                                              | 2010 | Floor Jansen, Joost van den Broek, Waldemar Sorychta | ReVamp                                             | ReVamp |
| Feliz navidad                                             | 2017 | Jim Dooley | Feliz navidad Single                               | Tarja |
| Follow in the Cry                                         | 2000 | Floor Jansen, Mark Jansen, Sander Gommans | Prison of Desire                                   | After Forever |
| For the Time Being                                        | 2001 | After Forever, Floor Jansen, Mark Jansen, Sander Gommans | Decipher                                           | After Forever |
| Forever                                                   | 2005 | After Forever | Remagine                                           | After Forever |
| Forlorn Hope                                              | 2001 | After Forever, Floor Jansen, Mark Jansen, Sander Gommans | Decipher                                           | After Forever |
| Four Years                                                | 2010 | Arjen Anthony Lucassen | Victims of the Modern Age                          | Star One |
| Free of Doubt                                             | 2005 | After Forever | Remagine                                           | After Forever |
| Freedom                                                   | 2009 | Krusader, Paulo Soares | Angus                                              | Krusader |
| Get What You Give                                         | 2018 | Floor Jansen, Jörn Viggo Lofstad | Northward                                          | Northward |
| Ghost Division                                            | 2016 | Joakim Brodén, Pär Sundström | The Last Stand                                     | Sabaton |
| Ghost Love Score Live                                     | 2013 | Tuomas Holopainen | Showtime, Storytime                                | Nightwish |
| Ghost River Live                                          | 2013 | Tuomas Holopainen | Showtime, Storytime                                | Nightwish |
| Glorifying Means                                          | 2001 | After Forever, André Borgman, Bas Maas, Cees Kieboom, Floor Jansen, Lando Van Gils, Luuk Van Gerven, Sander Gommans                                                         | Decipher                                           | After Forever |
| Gott mit uns                                              | 2016 | Sabaton | The Last Stand                                     | Sabaton |
| Hawkwind Medley                                           | 2002 | Arjen Anthony Lucassen | Space Metal                                        | Star One |
| Head Up High                                              | 2010 | Floor Jansen, Joost van den Broek, Waldemar Sorychta | ReVamp                                             | ReVamp |
| Here's My Hell                                            | 2010 | Floor Jansen, Joost van den Broek, Waldemar Sorychta | ReVamp                                             | ReVamp |
| High Moon                                                 | 2002 | Arjen Anthony Lucassen | Space Metal                                        | Star One |
| Hill 3234                                                 | 2016 | Joakim Brodén, Pär Sundström | The Last Stand                                     | Sabaton |
| Holy Metal Sign                                           | 2009 | Krusader, Sérgio Soares | Angus                                              | Krusader |
| Human See, Human Do                                       | 2010 | Arjen Anthony Lucassen | Victims of the Modern Age                          | Star One |
| I Can Become                                              | 2013 | Floor Jansen, Joost van den Broek, Jord Otto, Ruben Wijga | Wild Card                                          | ReVamp |
| I Lost Myself                                             | 2010 | Floor Jansen, Joost van den Broek, Waldemar Sorychta | ReVamp                                             | ReVamp |
| I Need                                                    | 2018 | Floor Jansen, Jörn Viggo Lofstad | Northward                                          | Northward |
| I Think There for I Am                                    | 2010 | Arjen Anthony Lucassen | Victims of the Modern Age                          | Star One |
| I Want My Tears Back Live                                 | 2012 | Tuomas Holopainen | Showtime, Storytime                                | Nightwish |
| Ice Blood                                                 | 2009 | Krusader, Sérgio Soares | Angus                                              | Krusader |
| Imperfect Tenses                                          | 2001 | After Forever, Floor Jansen, Mark Jansen | Decipher                                           | After Forever |
| Imperfect Tenses                                          | 2006 | After Forever, Floor Jansen, Mark Jansen | Mea Culpa                                          | After Forever & Damian Wilson |
| In Orbit                                                  | 2016 | Evergrey, Tom S. Englund | The Storm Within                                   | Evergrey |
| In Sickness 'till Death Do Us Part: All Goodbyes Are Said | 2010 | Floor Jansen, Joost van den Broek, Waldemar Sorychta | ReVamp                                             | ReVamp |
| In Sickness 'till Death Do Us Part: Disdain               | 2010 | Floor Jansen, Joost van den Broek, Waldemar Sorychta | ReVamp                                             | ReVamp |
| In Sickness 'till Death Do Us Part: Disgraced             | 2010 | Floor Jansen, Joost van den Broek, Waldemar Sorychta | ReVamp                                             | ReVamp |
| Infringe                                                  | 2013 | ReVamp | Wild Card                                          | ReVamp |
| Inimical Chimera                                          | 1999 | Floor Jansen, Mark Jansen, Sander Gommans | Prison of Desire                                   | After Forever |
| Inseparable Enemies                                       | 2002 | Arjen Anthony Lucassen | Space Metal                                        | Star One |
| Intergalactic Laxative                                    | 2002 | Arjen Anthony Lucassen | Space Metal                                        | Star One |
| Intergalactic Space Crusaders                             | 2002 | Arjen Anthony Lucassen | Space Metal                                        | Star One |
| Interview                                                 | 2003 | Cees Kieboom | My Choice / The Evil That Men Do Single            | After Forever |
| Into the Black Hole Live                                  | 2003 | Arjen Anthony Lucassen | Live on Earth                                      | Star One |
| Intrinsic                                                 | 2001 | After Forever, Floor Jansen, Mark Jansen, Sander Gommans | Decipher                                           | After Forever |
| Introduction By Giel Beele                                | ?    | After Forever | MP3                                                | After Forever |
| Isis and Osiris Live                                      | 2003 | Arjen Anthony Lucassen | Live on Earth                                      | Star One |
| It All Ends Here                                          | 2010 | Arjen Anthony Lucassen | Victims of the Modern Age                          | Star One |
| It's Alive, She's Alive, We're Alive                      | 2010 | Arjen Anthony Lucassen | Victims of the Modern Age                          | Star One |
| Joulun rauhaa                                             | 2017 | Antony Parviainen, Antti Railio, Ari Koivunen, Floor Jansen, -Pekka Leppäluoto, Kimmo Blom, Marco Hietala, Tarja Turunen, Tommi Salmela, Tony Kakko, Ville Tuomi            | Raskasta Joulua IV                                 | Antony Parviainen, Antti Railio, Ari Koivunen, Floor Jansen, -Pekka Leppäluoto, Kimmo Blom, Marco Hietala, Tarja Turunen, Tommi Salmela, Tony Kakko, Ville Tuomi |
| Kill Me with Silence                                      | 2010 | Floor Jansen, Joost van den Broek, Waldemar Sorychta | ReVamp                                             | ReVamp |
| Knife Edge                                                | 2010 | Arjen Anthony Lucassen, Dik Fraser, Greg Lake, Keith Emerson, Leoš Janáček (Emerson, Lake & Palmer 1970)                                                                    | Victims of the Modern Age                          | Star One |
| Last Dying Breath                                         | 2016 | Joakim Brodén, Joey Balin, Pär Sundström | The Last Stand                                     | Sabaton |
| Last Ride Of The Day Live                                 | 2013 | Tuomas Holopainen | Showtime, Storytime                                | Nightwish |
| Last Ride of the Day Live                                 | 2016 | Tuomas Holopainen | Vehicle of Spirit                                  | Nightwish & Tony Kakko |
| Lastday                                                   | 2010 | Arjen Anthony Lucassen | Victims of the Modern Age                          | Star One |
| - Part I)                                                 | 2000 | Floor Jansen, Mark Jansen, Sander Gommans | Prison of Desire                                   | After Forever |
| Les Coulisses Du Metallian Festival Tour N°1              | 2004 | After Forever | Metallian Sampler N°32 Sampler                     | After Forever |
| Let Me Out                                                | 2018 | Floor Jansen, Jörn Viggo Lofstad | Northward                                          | Northward |
| Let This River Flow Live                                  | 2015 | Björn „Speed“ Strid, Peter Wichers, Soilwork | Live in the Heart of Helsinki                      | Soilwork |
| Life's Vortex                                             | 2004 | After Forever, Cees Kieboom | Invisible Circles                                  | After Forever |
| Lift Off Live                                             | 2003 | Arjen Anthony Lucassen | Live on Earth                                      | Star One |
| Liquid Eternity                                           | 2008 | Arjen Anthony Lucassen | 01011001                                           | Ayreon |
| Live and Learn (The Key #2)                               | 2005 | After Forever, Bas Maas, Floor Jansen | Remagine                                           | After Forever |
| Live and Learn                                            | 2005 | After Forever, Bas Maas, Floor Jansen | Remagine                                           | After Forever |
| Living Shields                                            | 2005 | After Forever | Remagine                                           | After Forever |
| Lonely                                                    | 2007 | After Forever, Floor Jansen, Joost van den Broek, Sander Gommans | After Forever                                      | After Forever |
| Lost Chronicles                                           | 2002 | Hawkwind | Space Metal                                        | Star One |
| Making Of My Choice                                       | 2003 | Cees Kieboom | Exordium                                           | After Forever |
| Making Of Victims Of The Modern Age                       | 2010 | Arjen Anthony Lucassen | Victims of the Modern Age                          | Star One |
| Marching Overture                                         | 2009 | Krusader, Sérgio Soares | Angus                                              | Krusader |
| Master of Darkness : Laserfight                           | 2002 | Arjen Anthony Lucassen | Space Metal                                        | Star One |
| Master of Darkness : Master of Darkness                   | 2002 | Arjen Anthony Lucassen | Space Metal                                        | Star One |
| Master of the Universe                                    | 2002 | Dave Brock, Nik Turner (Hawkwind 1971) | Space Metal                                        | Star One |
| Mea Culpa (The Embrace That Smothers – Prologue)          | 2000 | Mark Jansen | Prison of Desire                                   | After Forever |
| Merlin's Will Live                                        | 2018 | Arjen Anthony Lucassen, Lori Linstruth | Ayreon Universe – Best of Ayreon Live              | Ayreon |
| Metal Crüe                                                | 2016 | Joakim Brodén | The Last Stand                                     | Sabaton |
| Midway                                                    | 2016 | Hatsumi Sakoda, Joakim Brodén, Pär Sundström | The Last Stand                                     | Sabaton |
| Million                                                   | 2010 | Floor Jansen, Joost van den Broek, Waldemar Sorychta | ReVamp                                             | ReVamp |
| Misery's No Crime                                         | 2013 | Floor Jansen, Joost van den Broek, Jord Otto, Ruben Wijga | Wild Card                                          | ReVamp |
| Monolith of Doubt                                         | 2001 | After Forever, Floor Jansen, Mark Jansen, Sander Gommans | Decipher                                           | After Forever |
| My Choice                                                 | 2001 | After Forever, André Borgman, Bas Maas, Cees Kieboom, Floor Jansen, Lando Van Gils, Luuk Van Gerven, Sander Gommans                                                         | Decipher                                           | After Forever |
| My Heart I'd Give To You                                  | 2009 | Krusader | Angus                                              | Krusader |
| My House on Mars                                          | 2000 | Arjen Anthony Lucassen, Johan Edlund | The Universal Migrator Part I: The Dream Sequencer | Ayreon |
| My Pledge of Allegiance : The Sealed Fate                 | 2001 | After Forever, Floor Jansen, Mark Jansen, Sander Gommans | Decipher                                           | After Forever |
| My Pledge of Allegiance : The Tempted Fate                | 2001 | After Forever, Floor Jansen, Mark Jansen, Sander Gommans | Decipher                                           | After Forever |
| My Pledge Of Allegiance                                   | 2003 | After Forever | Dutch Rock 2002 Sampler                            | After Forever |
| My Walden                                                 | 2015 | Marco Hietala, Tuomas Holopainen | Endless Forms Most Beautiful                       | Nightwish |
| Nemo Live                                                 | 2013 | Tuomas Holopainen | Showtime, Storytime                                | Nightwish |
| Newborn Race : Another Life                               | 2008 | Arjen Anthony Lucassen | 01011001                                           | Ayreon |
| Newborn Race : Newborn Race                               | 2008 | Arjen Anthony Lucassen | 01011001                                           | Ayreon |
| Newborn Race : The Conclusion                             | 2008 | Arjen Anthony Lucassen | 01011001                                           | Ayreon |
| Newborn Race : The Incentive                              | 2008 | Arjen Anthony Lucassen | 01011001                                           | Ayreon |
| Newborn Race : The Procedure                              | 2008 | Arjen Anthony Lucassen | 01011001                                           | Ayreon |
| Newborn Race : The Vision                                 | 2008 | Arjen Anthony Lucassen | 01011001                                           | Ayreon |
| Night Witches                                             | 2016 | Sabaton | The Last Stand                                     | Sabaton |
| No Control                                                | 2005 | After Forever, Floor Jansen | Remagine                                           | After Forever |
| No Honey for the Damned                                   | 2010 | Floor Jansen, Joost van den Broek, Waldemar Sorychta | ReVamp                                             | ReVamp |
| No Quarter                                                | 2002 | Jimmy Page, John Paul Jones, Robert Plant (Led Zeppelin 1973) | Space Metal                                        | Star One |
| Northward                                                 | 2018 | Floor Jansen, Jörn Viggo Lofstad | Northward                                          | Northward |
| Nothing                                                   | 2013 | Floor Jansen, Joost van den Broek, Jord Otto, Ruben Wijga | Wild Card                                          | ReVamp |
| Ocean to War                                              | 2009 | Krusader | Angus                                              | Krusader |
| Oi joulunajan ihmiset                                     | 2017 | Floor Jansen, Tony Kakko | Raskasta Joulua IV                                 | Tony Kakko |
| One Day I'll Fly Away                                     | 2001 | After Forever, Cees Kieboom, | Decipher                                           | After Forever |
| Only Everything                                           | 2005 | After Forever | Remagine                                           | After Forever |
| Our Decades in the Sun                                    | 2015 | Marco Hietala, Tuomas Holopainen | Endless Forms Most Beautiful                       | Nightwish |
| Pandemic                                                  | 2011 | Devin Townsend, Florian Magnus Maier, Kat Epple, -Jean, Paul Danson | Deconstruction                                     | Devin Townsend Project |
| Paragon                                                   | 2018 | Floor Jansen, Jörn Viggo Lofstad | Northward                                          | Northward |
| - Virtutes Septem                                         | 2009 | Krusader, Pedro Rios | Angus                                              | Krusader |
| - Shall Feel My Sword                                     | 2009 | Krusader, Pedro Rios | Angus                                              | Krusader |
| - My Heart I'd Give to You                                | 2009 | Krusader, Sérgio Soares | Angus                                              | Krusader |
| Perfect Survivor                                          | 2002 | Arjen Anthony Lucassen | Space Metal                                        | Star One |
| Photo Gallery                                             | 2007 | Floor Jansen, Joost van den Broek | After Forever                                      | After Forever |
| Planet Hell Live                                          | 2015 | Tuomas Holopainen | Endless Forms Most Beautiful                       | Nightwish |
| Planet Y Is Alive                                         | 2017 | Ayreon | The Source                                         | Ayreon |
| Power Drunk Majesty (Part II)                             | 2018 | Alex Skolnick, David Ellefson, Floor Jansen, Mark Menghi, Mike Portnoy | - Power Drunk Majesty                              | Metal Allegiance |
| Precibus                                                  | 2013 | Floor Jansen, Joost van den Broek, Jord Otto, Ruben Wijga | Wild Card                                          | ReVamp |
| Primo Victoria                                            | 2016 | Joakim Brodén, Pär Sundström | The Last Stand                                     | Sabaton |
| Psychedelic Warlords (Disappear in Smoke)                 | 2002 | Dave Brock (Hawkwind) | Space Metal                                        | Star One |
| Redemption (The Democracy Illusion)                       | 2014 | Frank Schiphorst, Henning Basse, Jack Driessen, Joost van den Broek, Jos Driessen, Laura Macrì, Mark Jansen                                                                 | Antagonise                                         | Mayan |
| Reflections                                               | 2004 | After Forever, Cees Kieboom | Invisible Circles                                  | After Forever |
| Resist and Bite                                           | 2016 | Sabaton | The Last Stand                                     | Sabaton |
| Ride the Comet                                            | 2008 | Arjen Anthony Lucassen, Lori Linstruth | 01011001                                           | Ayreon |
| Ride The Comet                                            | 2008 | Arjen Anthony Lucassen, Lori Linstruth | Elected Single                                     | Ayreon Vs. Avantasia |
| Romanticide Live                                          | 2013 | Marco Hietala, Tuomas Holopainen | Showtime, Storytime                                | Nightwish |
| Rorke's Drift                                             | 2016 | Joakim Brodén, Magnus Sundström, Pär Sundström | The Last Stand                                     | Sabaton |
| Run! Apocalypse! Run                                      | 2017 | Ayreon | The Source                                         | Ayreon |
| Sagan                                                     | 2015 | Tuomas Holopainen | Élan Single                                        | Nightwish |
| Sahara Live                                               | 2016 | Tuomas Holopainen | Vehicle of Spirit                                  | Nightwish |
| Sancta Terra Live                                         | 2013 | Ad Sluijter, Amanda Somerville, Coen Janssen, Epica, Gjalt Lucassen, Jaap Toorenaar, Mark Jansen, Michael Rodenberg, Oliver Palotai, Sascha Paeth, Simone Simons, Yves Huts | Retrospect                                         | Epica |
| Sandrider                                                 | 2002 | Arjen Anthony Lucassen | Space Metal                                        | Star One |
| Semblance of Confusion                                    | 1999 | Floor Jansen, Mark Jansen, Sander Gommans | Prison of Desire                                   | After Forever |
| Set Your Controls                                         | 2002 | Arjen Anthony Lucassen | Space Metal                                        | Star One |
| She Is My Sin Live                                        | 2013 | Tuomas Holopainen | Showtime, Storytime                                | Nightwish |
| Shiroyama                                                 | 2016 | Joakim Brodén, Thorbjörn Englund | The Last Stand                                     | Sabaton |
| Shudder Before the Beautiful                              | 2015 | Tuomas Holopainen | Endless Forms Most Beautiful                       | Nightwish |
| Silence from Afar                                         | 1999 | Floor Jansen, Mark Jansen, Sander Gommans | Prison of Desire                                   | After Forever |
| Silver Machine                                            | 2002 | Dave Brock, Robert Calvert (Hawkwind 1971) | Space Metal                                        | Star One |
| Sinner's Last Retreat (Deed of Awakening)                 | 2011 | Johanna Najla Fakhry, Mark Jansen, Mayan | Quarterpast                                        | Mayan |
| Sins of Idealism                                          | 2004 | After Forever, André Borgman, Bas Maas, Cees Kieboom, Floor Jansen, Lando Van Gils, Luuk Van Gerven, Sander Gommans                                                         | Invisible Circles                                  | After Forever |
| Sins                                                      | 2013 | Floor Jansen, Joost van den Broek, Jord Otto, Ruben Wijga | Wild Card                                          | ReVamp |
| Sleeping Sun Live                                         | 2015 | Tuomas Holopainen | Vehicle of Spirit                                  | Nightwish |
| Slide Show                                                | 2003 | Cees Kieboom | Exordium                                           | After Forever |
| Soldier of 3 Armies                                       | 2016 | Sabaton | The Last Stand                                     | Sabaton |
| Some Spoken Words 1                                       | ?    | After Forever | MP3                                                | After Forever |
| Some Spoken Words 2                                       | ?    | After Forever | MP3                                                | After Forever |
| Song Of Myself Live                                       | 2013 | Tuomas Holopainen | Showtime, Storytime                                | Nightwish |
| Songs of the Ocean                                        | 2002 | Arjen Anthony Lucassen | Space Metal                                        | Star One |
| Space is Deep                                             | 2002 | Dave Brock (Hawkwind 1972) | Space Metal                                        | Star One |
| Space Oddity                                              | 2002 | David Bowie 1969 | Space Metal                                        | Star One |
| Spaced Out                                                | 2002 | Arjen Anthony Lucassen | Space Metal                                        | Star One |
| Sparta                                                    | 2016 | Joakim Brodén, Joey Balin, Pär Sundström | The Last Stand                                     | Sabaton |
| Spirit of the Age                                         | 2002 | Bob Calvert, Dave Brock (Hawkwind 1977) | Space Metal                                        | Star One |
| Stabat Mater Dolorosa Live                                | 2013 | Coen Janssen, Giovanni Battista Pergolesi, Oliver Palotai | Retrospect                                         | Epica |
| Star of Sirrah                                            | 2017 | Arjen Anthony Lucassen, Lori Linstruth | The Source                                         | Ayreon |
| Starchild : A New Sun                                     | 2002 | Arjen Anthony Lucassen | Space Metal                                        | Star One |
| Starchild : One by Four by Nine                           | 2002 | Arjen Anthony Lucassen | Space Metal                                        | Star One |
| Starchild : Starchild                                     | 2002 | Arjen Anthony Lucassen | Space Metal                                        | Star One |
| Stargazers Live                                           | 2015 | Tuomas Holopainen | Vehicle of Spirit                                  | Nightwish |
| Storm In A Glass                                          | 2018 | Floor Jansen, Jörn Viggo Lofstad | Northward                                          | Northward |
| Storytime Live                                            | 2013 | Tuomas Holopainen | Showtime, Storytime                                | Nightwish |
| Strong                                                    | 2005 | After Forever | Remagine                                           | After Forever |
| Studio Recordings Exordium 2003                           | 2003 | After Forever | Exordium                                           | After Forever |
| Studio Recordings                                         | 2003 | Cees Kieboom | Exordium                                           | After Forever |
| Swedish Pagans                                            | 2016 | Sabaton | The Last Stand                                     | Sabaton |
| Sweet Curse                                               | 2010 | Floor Jansen, Joost van den Broek, Waldemar Sorychta | ReVamp                                             | ReVamp |
| Sweet Enclosure                                           | 2007 | After Forever, Floor Jansen, Joost van den Broek, Sander Gommans | After Forever                                      | After Forever |
| Symphony of Aggression                                    | 2011 | Mark Jansen, Mayan | Quarterpast                                        | Mayan |
| Taste the Day (Remagine)                                  | 2005 | After Forever | Remagine                                           | After Forever |
| The Anatomy of a Nervous Breakdown: Neurasthenia          | 2013 | Floor Jansen, Joost van den Broek, Jord Otto, Ruben Wijga | Wild Card                                          | ReVamp |
| The Anatomy of a Nervous Breakdown: On the Sideline       | 2013 | Floor Jansen, Joost van den Broek, Jord Otto, Ruben Wijga | Wild Card                                          | ReVamp |
| The Anatomy of a Nervous Breakdown: The Limbic System     | 2013 | Floor Jansen, Joost van den Broek, Jord Otto, Ruben Wijga | Wild Card                                          | ReVamp |
| The Art of War                                            | 2016 | Sabaton | The Last Stand                                     | Sabaton |
| The Day That the World Breaks Down                        | 2017 | Ayreon | The Source                                         | Ayreon |
| The Dominion Gate                                         | 2005 | Jonathan Ménard, Patrick Liotard | The Dominion Gate                                  | Nightmare |
| The Dream Dissolves                                       | 2017 | Ayreon | The Source                                         | Ayreon |
| The Dream Sequencer Live                                  | 2003 | Arjen Anthony Lucassen | Live on Earth                                      | Star One |
| The Embrace That Smothers : Follow in the Cry             | 2000 | Floor Jansen, Mark Jansen, Sander Gommans | Prison of Desire                                   | After Forever |
| The Embrace That Smothers : Leaden Legacy                 | 2000 | Floor Jansen, Mark Jansen, Sander Gommans | Prison of Desire                                   | After Forever |
| The Embrace That Smothers : Mea Culpa                     | 2000 | Mark Jansen | Prison of Desire                                   | After Forever |
| The Embrace That Smothers : Yield to Temptation           | 2000 | Floor Jansen, Mark Jansen, Sander Gommans | Prison of Desire                                   | After Forever |
| The Evil That Men Do                                      | 2001 | Adrian Smith, Bruce Dickinson, Steve Harris | Decipher                                           | After Forever |
| The Eye of Ra : Gateway to the Stars                      | 2002 | Arjen Anthony Lucassen | Space Metal                                        | Star One |
| The Eye of Ra : The Eye of Ra                             | 2002 | Arjen Anthony Lucassen | Space Metal                                        | Star One |
| The Eye of Ra : The Seventh Sign                          | 2002 | Arjen Anthony Lucassen | Space Metal                                        | Star One |
| The Eye of Ra Live                                        | 2018 | Arjen Anthony Lucassen, Lori Linstruth | Ayreon Universe – Best of Ayreon Live              | Ayreon |
| The Fifth Extinction : Collision Course                   | 2008 | Arjen Anthony Lucassen | 01011001                                           | Ayreon |
| The Fifth Extinction : From the Ashes                     | 2008 | Arjen Anthony Lucassen | 01011001                                           | Ayreon |
| The Fifth Extinction : Glimmer of Hope                    | 2008 | Arjen Anthony Lucassen | 01011001                                           | Ayreon |
| The Fifth Extinction : World of Tomorrow Dreams           | 2008 | Arjen Anthony Lucassen | 01011001                                           | Ayreon |
| The First Warrior                                         | 2009 | Krusader, Sérgio Soares | Angus                                              | Krusader |
| The Greatest Show on Earth : Four Point Six               | 2015 | Marco Hietala, Tuomas Holopainen | Endless Forms Most Beautiful                       | Nightwish |
| The Greatest Show on Earth : Life                         | 2015 | Marco Hietala, Tuomas Holopainen | Endless Forms Most Beautiful                       | Nightwish |
| The Greatest Show on Earth : The Toolmaker                | 2015 | Marco Hietala, Tuomas Holopainen | Endless Forms Most Beautiful                       | Nightwish |
| The Human Compulsion                                      | 2017 | Ayreon | The Source                                         | Ayreon |
| The Intergalactic Laxative                                | 2002 | Arjen Anthony Lucassen | Space Metal                                        | Star One |
| The Islander Live                                         | 2015 | Marco Hietala, Tuomas Holopainen | Vehicle of Spirit                                  | Nightwish |
| The Key                                                   | 2001 | After Forever, Floor Jansen, Mark Jansen, Sander Gommans | Decipher                                           | After Forever |
| The King's Return                                         | 2009 | Krusader | Angus                                              | Krusader |
| The Last Battle                                           | 2016 | Joakim Brodén, Pär Sundström | The Last Stand                                     | Sabaton |
| The Last Stand                                            | 2016 | Chris Rörland, Joakim Brodén, Pär Sundström | The Last Stand                                     | Sabaton |
| The Lost Battalion                                        | 2016 | Joakim Brodén, Pär Sundström, Sabaton | The Last Stand                                     | Sabaton |
| The March to War                                          | 2016 | Joakim Brodén | The Last Stand                                     | Sabaton |
| The Paradise Lost                                         | 2014 | Nicolas Jeudy | Angels of the Apocalypse                           | Timo Tolkki's Avalon |
| The Poet and the Pendulum Live                            | 2015 | Tuomas Holopainen | Vehicle of Spirit                                  | Nightwish |
| The Sixth Extinction : 2085                               | 2008 | Arjen Anthony Lucassen, Jonas Renkse | 01011001                                           | Ayreon |
| The Sixth Extinction : Complete the Circle                | 2008 | Arjen Anthony Lucassen, Jonas Renkse | 01011001                                           | Ayreon |
| The Sixth Extinction : Echoes on the Wind                 | 2008 | Arjen Anthony Lucassen, Jonas Renkse | 01011001                                           | Ayreon |
| The Sixth Extinction : Radioactive Grave                  | 2008 | Arjen Anthony Lucassen, Jonas Renkse | 01011001                                           | Ayreon |
| The Sixth Extinction : Spirit on the Wind                 | 2008 | Arjen Anthony Lucassen, Jonas Renkse | 01011001                                           | Ayreon |
| The Sixth Extinction : To the Planet of Red               | 2008 | Arjen Anthony Lucassen, Jonas Renkse | 01011001                                           | Ayreon |
| The Trial of Monsters                                     | 2010 | Floor Jansen, Joost van den Broek, Waldemar Sorychta | ReVamp                                             | ReVamp |
| The Two Gates Live                                        | 2003 | Arjen Anthony Lucassen | Live on Earth                                      | Star One |
| The War I Survived                                        | 2002 | Alan Davey, Dave Brock, -Neil (Hawkwind 1988) | Space Metal                                        | Star One |
| Through Square Eyes                                       | 2004 | After Forever, Cees Kieboom | Invisible Circles                                  | After Forever |
| Time Bomb                                                 | 2018 | Floor Jansen, Jörn Viggo Lofstad | Northward                                          | Northward |
| To Hell and Back                                          | 2016 | Joakim Brodén, Pär Sundström | The Last Stand                                     | Sabaton |
| Tortuous Threnody                                         | 1999 | Floor Jansen, Mark Jansen, Sander Gommans | Prison of Desire                                   | After Forever |
| Transitory                                                | 2007 | After Forever, Floor Jansen, Joost van den Broek, Sander Gommans | After Forever                                      | After Forever |
| Two Plus Two Equals Five                                  | 2010 | Arjen Anthony Lucassen | Victims of the Modern Age                          | Star One |
| Two Sides                                                 | 2004 | After Forever, Cees Kieboom | Invisible Circles                                  | After Forever |
| Under My Skin                                             | 2010 | Floor Jansen, Joost van den Broek, Waldemar Sorychta | ReVamp                                             | ReVamp |
| Uprising                                                  | 2016 | Hatsumi Sakoda, Joakim Brodén, Pär Sundström | The Last Stand                                     | Sabaton |
| Valley of the Queens Live                                 | 2018 | Anneke van Giersbergen, Arjen Anthony Lucassen, Lori Linstruth, Peter Daltrey                                                                                               | - Best of Ayreon Live                              | Ayreon |
| Valley of the Queens Live                                 | 2003 | Arjen Anthony Lucassen | Live on Earth                                      | Star One |
| Victim of Choices                                         | 2004 | After Forever, Cees Kieboom | Invisible Circles                                  | After Forever |
| Victim of the Modern Age                                  | 2010 | Arjen Anthony Lucassen | Victims of the Modern Age                          | Star One |
| Weak Fantasy                                              | 2015 | Marco Hietala, Tuomas Holopainen | Endless Forms Most Beautiful                       | Nightwish |
| While Love Died                                           | 2018 | Floor Jansen, Jörn Viggo Lofstad | Northward                                          | Northward |
| While Your Lips Are Still Red Live                        | 2015 | Tuomas Holopainen | Vehicle of Spirit                                  | Nightwish |
| Who I Am                                                  | 2007 | After Forever, Floor Jansen, Joost van den Broek, Sander Gommans | After Forever                                      | After Forever |
| Who Wants to Live Forever                                 | 2001 | After Forever | Decipher                                           | After Forever |
| Who Wants to Live Forever                                 | 2006 | After Forever | Mea Culpa                                          | After Forever & Arjen Lucassen & Damian Wilson |
| Wild Card                                                 | 2013 | Floor Jansen, Joost van den Broek, Jord Otto, Ruben Wijga | Wild Card                                          | ReVamp |
| Wind of Change                                            | 2016 | Sabaton | The Last Stand                                     | Sabaton |
| Winged Hussars                                            | 2016 | Joakim Brodén, Pär Sundström | The Last Stand                                     | Sabaton |
| Wings of Illusion                                         | 1999 | Floor Jansen, Mark Jansen, Sander Gommans | Prison of Desire                                   | After Forever |
| Wish I Had An Angel Live                                  | 2013 | Tuomas Holopainen | Showtime, Storytime                                | Nightwish |
| Withering Time                                            | 2007 | After Forever, Floor Jansen, Joost van den Broek, Sander Gommans | After Forever                                      | After Forever |
| Wolf and Dog                                              | 2013 | Floor Jansen, Joost van den Broek, Jord Otto, Ruben Wijga | Wild Card                                          | ReVamp |
| Wolfpack                                                  | 2016 | Joakim Brodén | The Last Stand                                     | Sabaton |
| Yield to Temptation                                       | 2000 | Floor Jansen, Mark Jansen, Sander Gommans | Prison of Desire                                   | After Forever |
| You'll Bleed Forever                                      | 2014 | Nicolas Jeudy | Angels of the Apocalypse                           | Timo Tolkki's Avalon |
| Yours Is an Empty Hope                                    | 2015 | Marco Hietala, Tuomas Holopainen | Endless Forms Most Beautiful                       | Nightwish |
| Zenith                                                    | 2001 | After Forever, André Borgman, Floor Jansen, Mark Jansen, Sander Gommans | Decipher                                           | After Forever |